# Hypocoela subfulva
Hypocoela subfulva är en fjärilsart som beskrevs av W. Warren 1897. Hypocoela subfulva ingår i släktet Hypocoela och familjen mätare. Inga underarter finns listade i Catalogue of Life.